# Ангола ЗПГ
Ангола ЗПГ — завод із виробництва зрідженого природного газу, споруджений в Анголі.
Ангола володіє великими запасами природного газу, проте більша їх частина належить до попутного газу нафтових родовищ. Останній традиційно або закачувався назад у резервуар для підтримки пластового тиску, або спалювався. Враховуючи масштаби цього процесу, вирішили спорудити завод з виробництва ЗПГ на основі попутного газу, хоча в майбутньому заплановано залучити як ресурсну базу також ангольські газові родовища.
Для розташування підприємства обрали район Сойо, у 350 км на північ від Луанди біля устя річки Конго. Доставляння сировини здійснює система газопроводів довжиною біля 500 км. Завод може переробляти до 3 млн.м3 на добу, маючи річну потужність у 5,2 млн.т ЗПГ (7,3 млрд.м3). Також він випускає інші фракціоновані з отриманого газу продукти — пропан, бутан, конденсат. Окрім експорту, продукція підприємства призначена для використання в місцевій нафтохімічній промисловості та електроенергетиці (у грудні 2017-го завершена перемичка до ТЕС Сойо).
До складу заводу входить одна технологічна лінія, чотири резервуари для зберігання ЗПГ (два ємністю по 159000 м3, один 88000 м3 та один 59000 м3) та по одному резервуару для пропану, бутану та конденсату (88000 м3, 59000 м3 та 108000 м3 відповідно).
В межах спорудження портових потужностей заводу для поглиблення підхідного каналу та басейну розвороту довелось вилучити 28 млн м3 грунту, при цьому 7 млн м3 було використано для намиву території. До робіт, зокрема, залучався фрезерний земснаряд "Ursa".
Проєкт реалізував консорціум у складі ряду провідних нафтогазових компаній — американської Chevron (36,4 %), французької Total, британської BP  та італійської  ENI (по 13,6 %), а також місцевої Sonangol (22,8 %). Будівельні роботи стартували у 2008 році, введення заводу в експлуатацію припало на 2013-й. Проте вже наступного року внаслідок масштабного витоку на факельній лінії виробництво зупинили для проведення необхідних налагоджувальних робіт. Простой затягнувся до 2016 року, при чому після повторного запуску доводилось ще двічі зупиняти підприємство для додаткового обслуговування.